# Colorado Anderson
Colorado Anderson (* 23. Dezember 1999) ist ein ecuadorianischer Leichtathlet, der sich auf den Sprint spezialisiert hat.

## Sportliche Laufbahn
Erste internationale Erfahrungen sammelte Colorado Anderson im Jahr 2021, als er bei den Südamerikameisterschaften im heimischen Guayaquil mit 49,89 s in der ersten Runde im 400-Meter-Lauf ausschied. Zudem gewann er in der erstmals ausgetragenen Mixed-Staffel in 3:27,97 min gemeinsam mit Alan Minda, Virginia Villalba und Evelin Mercado die Bronzemedaille hinter den Teams aus Kolumbien und Argentinien.

## Persönliche Bestleistungen
- 400 Meter: 48,95 s, 13. April 2019 in Cuenca